# Кравченко, Владимир Сергеевич
Владимир Сергеевич Кра́вченко (1913—1973) — советский учёный в области горной электромеханики и физики горных пород.

## Биография
Родился 17 (30 августа) 1913 года в Варшаве (ныне Польша) в семье врача.
Окончил электромеханический факультет МГИ (сегодня – Горный институт НИТУ «МИСиС») в 1936 г..
В 1939—1967 годы работал в ИГДАН имени А. А. Скочинского: старший научный сотрудник, зав. лабораторией, руководитель отделения электрофизических исследований.
С 1967 года зав. лабораторией электрофизических исследований в горном деле в секторе физико-технических горных проблем Института физики Земли.
Профессор, доктор технических наук.
Умер 21 декабря 1973 года в результате тяжёлой болезни. Похоронен в Москве на Даниловском кладбище.

## Награды и премии
- Сталинская премия третьей степени (1951) — за создание и внедрение взрывобезопасного рудничного электрооборудования
- Государственная премия СССР (1973) — за работу по массовому внедрению непрерывно действующей газовой защиты на угольных шахтах СССР.
- шесть медалей
- знак «Шахтёрская слава» I степени.